# Jerzewo (Białoruś)
Jerzewo (błr. Ярэва, Jarewa; ros. Ярево, Jariewo) – wieś na Białorusi, w obwodzie witebskim, w rejonie postawskim, w sielsowiecie Kuropole.
W pobliżu znajduje się przystanek kolejowy Jerzewo, położony na linii Królewszczyzna – Łyntupy.

## Historia
W 1744 roku wieś Jarzewo leżała na terenie parafii w Komajach w dekanacie świrskim diecezji wileńskiej.
Wieś szlachecka położona była w końcu XVIII wieku w powiecie oszmiańskim województwa wileńskiego.
Dobra Jarzew (Jarzewo) zostały opisane w Słowniku geograficznym Królestwa Polskiego. Z opisu wynika, że w 1882 roku były siedzibą okręgu wiejskiego w gminie Komaje powiecie święciańskim guberni wileńskiej Imperium Rosyjskie, w parafii komajskiej. Stanowiły obszar 3000 mórg nadzwyczaj urodzajnej gleby. W 1722 roku nabył je od starościny uświackiej księżnej Katarzyny Ogińskiej z Rudominów, chorąży oszmiański Krzysztof Sulistrowski. W 1829 roku Celina (Celestyna) Sulistrowska otrzymała dobra w posagu, wychodząc za mąż za księcia Konstantego Radziwiłła. Następnie otrzymała je w posagu ich córka, księżna Jadwiga, żona księcia Edwina Druckiego Lubeckiego. Później były własnością Feliksa i Hieronima książąt Lubeckich. W skład okręgu wiejskiego Jarzewo wchodziły wsie: Narkowice, Małdziewice, Munciewicze, Swilele, Ockowicze, zaścianek Celin.
We wsi znajduje się cmentarz niemiecki z I wojny światowej.
W okresie międzywojennym leżała w granicach II Rzeczypospolitej w gminie wiejskiej Hoduciszki, w powiecie święciańskim, w województwie wileńskim. Na mapie Wojskowego Instytutu Geograficznego z 1932 roku została oznaczona jako Jarzewo.
W 1931 w 35 domach zamieszkiwało 175 osób.
Wierni należeli do parafii rzymskokatolickiej w Hoduciszkach. Miejscowość podlegała pod Sąd Grodzki w Łyntupach i Okręgowy w Wilnie; właściwy urząd pocztowy mieścił się w Hoduciszkach.
Po agresji ZSRR na Polskę w 1939 roku wieś znalazła się w granicach BSRR. W latach 1941–1944 była pod okupacją niemiecką. Następnie leżała w BSRR. Od 1991 roku w Republice Białorusi.

## Parafia rzymskokatolicka
Parafia w Jerzewie należy do dekanatu postawskiego w diecezji witebskiej.